# 辛少雍
辛少雍（？—？），字季仲，陇西郡狄道县（今甘肃省定西市临洮县）人，北魏官员。

## 生平
辛少雍年少时聪明敏锐，有孝顺长辈的德行，尤其为祖父辛绍先所喜爱。辛绍先特别喜好吃羊肝，经常呼唤辛少雍一起吃，辛绍先死后，辛少雍终身不吃肝脏。辛少雍个性仁爱宽厚，有礼法道义，家门的法度为当时人所看重。辛少雍以奉朝请为起家官，转任太学博士、员外散骑侍郎。司空、高阳王元雍引荐辛少雍出任司空田曹参军。辛少雍个性清廉公正，不害怕豪强权贵，积累多年的诉讼案件片刻判决，请托之路断绝，当时的人称赞辛少雍贤明。正始年间，魏宣武帝元恪诏令百官各自举荐自己所赏识的人，高阳王元雍和吏部郎中李宪都把辛少雍列为举荐者的首位，辛少雍升任给事中。侍中游肇后来又推荐辛少雍，恰好辛少雍此时去世，虚岁四十二。辛少雍的夫人王氏有道德信义，与侄子辛怀仁兄弟一同居住，辛怀仁等人侍奉王氏非常恭谨，家中妇女也很礼貌谦让，无人能比，士大夫因此赞美辛家。

## 家庭

### 七世祖
- 辛怡，西晋幽州刺史[1]

### 曾祖父母
- 辛渊，西凉骁骑将军[1]
- 冯翊郭氏，西都县县令郭雅之女[1]

### 祖父母
- 辛绍先，北魏下邳郡太守，赠使持节、冠军将军、并州刺史、晋阳惠侯[1]
- 酒泉马氏，西海郡太守马骘之女[1]

### 父母
- 辛凤达，北魏并州中正[1]
- 武功苏氏，北魏扬烈将军、允街男苏元达之女[1]

### 兄弟
- 辛祥，北魏安定王长史

### 夫人
- 太原王氏，北魏济州刺史王翔之女[1]

### 子女
- 辛元植，北齐司空司马
- 辛士逊，太师开府功曹参军